# Gunnar Dahlen
Gunnar Martin Dahlen (Verdal, 28 aprile 1918 – Sunndalsøra, 21 maggio 2004) è stato un calciatore norvegese.

## Caratteristiche tecniche
Dahlen era un attaccante, e giocava nel ruolo di ala sinistra.

## Carriera

### Club
Nel periodo successivo alla seconda guerra mondiale ha militato nello Sportsklubben Freidig, rimanendovi sino a metà degli anni cinquanta.

### Nazionale
Ha disputato 19 incontri con la maglia della nazionale norvegese, mettendo a segno 4 reti. Ha preso parte ai Giochi olimpici del 1952 di Helsinki.

## Palmarès

### Club

#### Competizioni nazionali
- Campionato norvegese: 1

Freidig: 1947-1948